# Контроль проникаючими речовинами
Контро′ль проника′ючими речови′нами  - неруйнівний контроль, заснований на проникненні спробних речовин у порожнину дефектів об'єкта контролю.

Необхідною умовою виявлення дефектів типу порушення суцільності матеріалу капілярними методами є наявність порожнин, вільних від забруднень та інших речовин, що мають вихід на поверхню об'єктів і глибину поширення, що значно перевищує ширину їх розкриття

## Методи
- Капілярні — методи засновані на капілярному проникненні в порожнину дефекту індикаторної рідини, що добре змочує матеріал об'єкта. Їх застосовують для виявленні слабко видимих неозброєним оком поверхневих дефектів.
- Течешукання — використовують для виявлення наскрізних дефектів.